# Sergio Peris-Mencheta

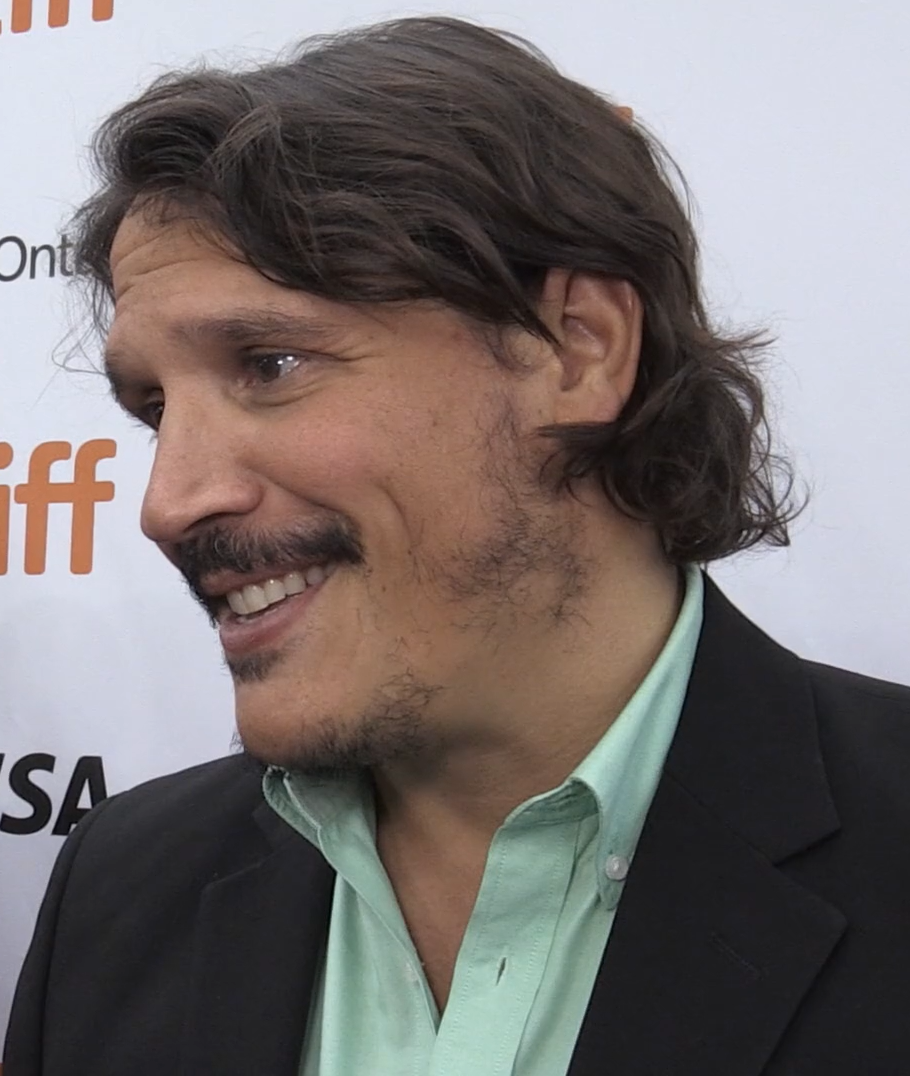
Sergio Peris-Mencheta (2018)

Luis Sergio Peris-Mencheta Barrio, allgemein bekannt als Sergio Peris-Mencheta, (* 7. April 1975 in Madrid) ist ein spanischer Schauspieler.

## Werdegang
Geboren in Madrid, ist Peris-Mencheta der Sohn eines Spaniers und einer Mutter, die in Russland geboren wurde, aber ebenfalls spanische Wurzeln hat. In seiner Jugend war Peris-Mencheta ein aktiver und erfolgreicher Rugby-Spieler. Nach dem Schulabschluss studierte er an der Universität Carlos III. Dort wurde er Mitglied der örtlichen Theatergruppe und fand mit der Zeit Gefallen an der Schauspielerei. Schließlich entschied er sich dazu, vollberuflicher Schauspieler zu werden.
Erste Engagements konnte Peris-Mencheta seit Ende der 1990er Jahre in diversen spanischen und französischen Filmproduktionen bekommen. 2006 spielte er die Rolle des Cesare Borgia im Historienfilm Die Borgias und damit eine der Hauptrollen. Dadurch konnte er seinen Bekanntheitsgrad steigern, sodass er seitdem auch wiederholt für diverse US-amerikanische und internationale Filmproduktionen gecastet wurde. So spielte er 2010 eine größere Rolle in der Filmkomödie Love Ranch sowie eine Nebenrolle im Horror-Action-Film Resident Evil: Afterlife.
Seit 2017 gehört Peris-Mencheta mit der Rolle des Gustavo Zapata zur Hauptbesetzung der US-Krimiserie Snowfall. 2019 trat er im Actionfilm Rambo: Last Blood als der Gegenspieler des von Sylvester Stallone verkörperten John Rambo auf. 2023 gehörte er zum Cast von Meg 2: Die Tiefe.

## Filmografie
- 1999: Jara Tato
- 2000: El arte de morir
- 2000: Menos es más
- 2001: Dama de Porto Pim
- 2003: Les Marins perdus
- 2004: Agents Secrets – Im Fadenkreuz des Todes (Agents secrets)
- 2004: La piel de la tierra
- 2004: Tiovivo c. 1950
- 2006: Toi et moi 	Pablo
- 2006: Die Borgias (Los Borgia)
- 2007:	Luz de domingo
- 2007: Sa majesté Minor
- 2008: La vida en rojo
- 2010 	18 Comidas – 18 Mahlzeiten (18 comidas)
- 2010: Love Ranch
- 2010: Resident Evil: Afterlife
- 2011: Ritter des heiligen Grals (El Capitán Trueno y el Santo Grial)
- 2012: La mémoire dans la chair
- 2015: Hablar 	El Profeta
- 2015: The Evil That Men Do
- 2016: Estirpe
- 2016: Los comensales
- 2017: Llueven vacas
- 2017–2023: Snowfall (Fernsehserie)
- 2018: Life Itself
- 2019: Close to His Chest
- 2019: Rambo: Last Blood
- 2021: S.O.Z: Soldiers or Zombies 	Marroquin 	Amazon Tv Series
- 2021: Xtreme
- 2022: Magallanes
- 2023: Meg 2: Die Tiefe (Meg 2: The Trench)